# تريفور تايلور (مغني)
تريفور تايلور هو موزع ومغني ألماني، ولد في 11 يناير 1958 في مونتيغو باي في جامايكا، وتوفي في 19 يناير 2008 في كولونيا في ألمانيا بسبب نوبة قلبية.